# Вірій Галл
Вірій Галл (*Virius Gallus, д/н — після 298) — державний діяч Римської імперії.

## Життєпис
Походив зі знатного роду Віріїв Галлів. Його батько і дід були сенаторами. Він сам вже замолоду увійшов до римського сенату, проте щодо початкової кар'єри Галла обмаль відомостей. Обіймав численні посади за часи панування імператора Діоклетіана. Був запеклим поганином, мав в маєтку статую Діоніса, якому приносив жертви.
298 року стає консулом (разом з Марком Юнієм Цезонієм Нікомахом Аніцієм Фаустом Пауліном). По завершеню каденції призначається коректором (намісником) області Кампанія. Подальша доля невідома.